# 어우양위첸

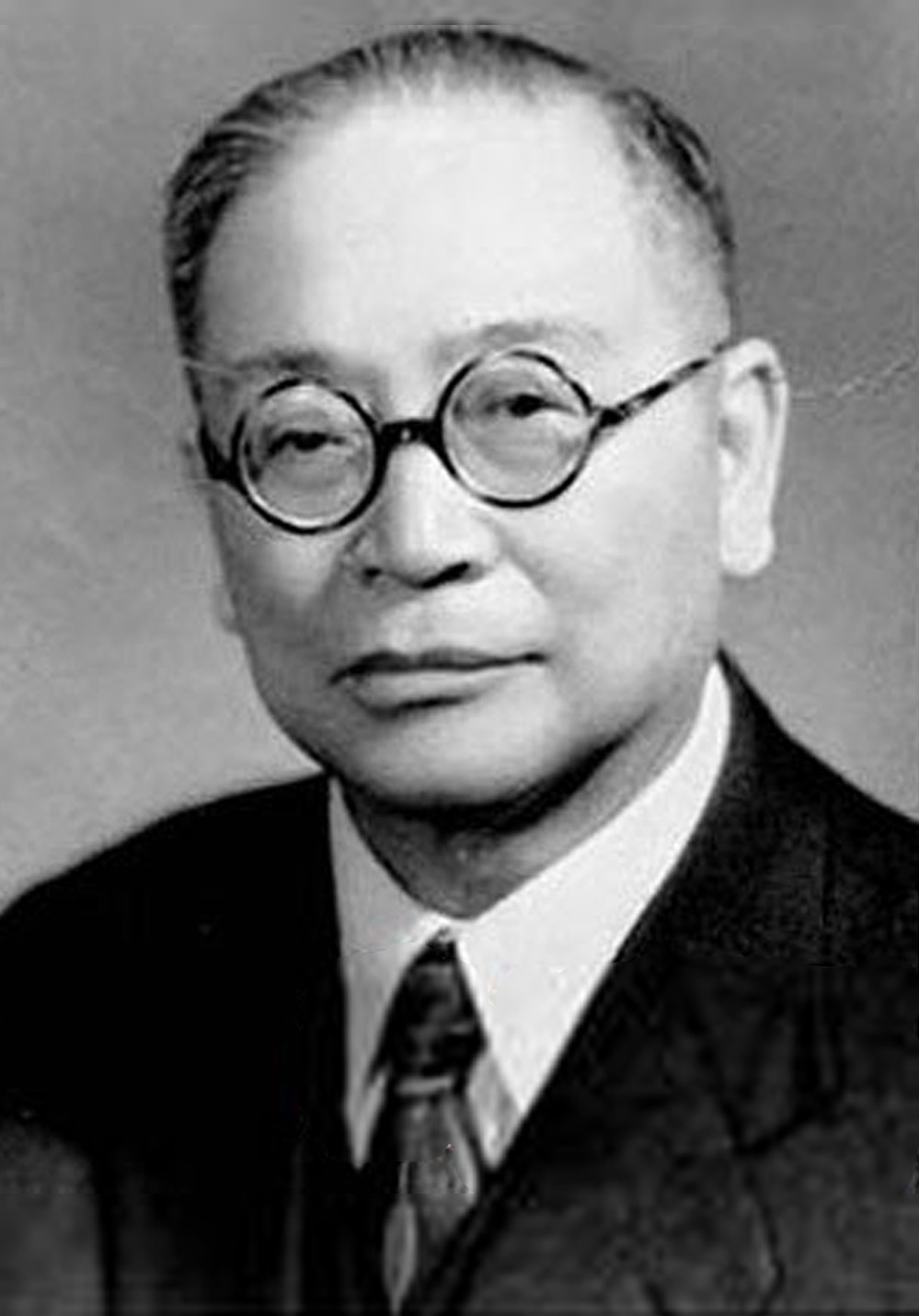
어우양위첸

어우양위첸(중국어 간체자: 欧阳予倩, 정체자: 歐陽予倩, 병음: Ōuyáng Yǔqiàn, 1889년 5월 12일~1962년 9월 21일)은 중화인민공화국의 극작가다. 후난성 류양 시 출신이다.
일본 와세다 대학 유학 시절 '춘류사' 동인(同人)이다. 그는 경극 여역(女役)의 명우인 매란방과 함께 단 역(旦役)의 명수이기도 하였다. 텐한(田漢)의 '남국극사'에도 협력하는 한편, 광저우에 '광동희극연구소'를 설립, 많은 작품을 상연했다. 대표작 <충왕 이수성(忠王李秀成)> <도화선(桃花扇)> 등의 역사극이 있고, 만년에는 북경중앙희극학원 원장직을 맡고 일생동안 연극 교육에 헌신했다.

## 참고 문헌
- 이 문서에는 다음커뮤니케이션(현 카카오)에서 GFDL 또는 CC-SA 라이선스로 배포한 글로벌 세계대백과사전의 내용을 기초로 작성된 글이 포함되어 있습니다.